# GameZone
GameZone — американский веб-сайт, посвящённый компьютерным играм для различных платформ. На нём ежедневно выходят новые обзоры, новости, прохождения игр и чит-коды, также там имеется раздел загрузок.
GameZone Online  — компания и сайт, основанные Джефом и Кэти Коннорс из Ливонии, штате Мичиган, в 1994 году.
Сайт охватывает все основные игровые платформы — PC, Xbox 360, PlayStation 2, PlayStation 3, Wii, Xbox, Nintendo GameCube, PlayStation Portable, PlayStation Vita, Game Boy Advance, Nintendo DS. Кроме того, на сайте есть разделы про игры для мобильных телефонов и MMOG.
По данным сайта GameRankings, GameZone — на четвёртом месте в мире по количеству обзоров игр.